# Bulbophyllum crassinervium
Bulbophyllum crassinervium là một loài phong lan thuộc chi Bulbophyllum. Loài này thường có màu đỏ, mặc dù nó cũng có mày tím hoặc vàng.